# 6585 O'Keefe
6585 O'Keefe è un asteroide areosecante. Scoperto nel 1984, presenta un'orbita caratterizzata da un semiasse maggiore pari a 2,3720283 au e da un'eccentricità di 0,3577375, inclinata di 22,36791° rispetto all'eclittica.
L'asteroide è dedicato all'astronomo statunitense John Aloysius O'Keefe.